# The General's Daughter (pel·lícula de 1911)
The General's Daughter és una pel·lícula muda de la Vitagraph protagonitzada per Anne Schaefer, Norma Talmadge i Alec B. Francis, entre d'altres. La pel·lícula es va estrenar el 28 d'agost de 1911.

## Argument
El general Dent es troba al Sudan amb les seves tres filles a l'inici de la Guerra del Mahdí. Flower, la més jove, és la seva preferida. Muhàmmad Àhmad demana entrevistar-se amb el general i durant la visita descobreix Flora i decideix que serà la seva propera esposa. En esdevenir el mahdí incita les diferents tribus del país a revoltar-se contra els anglesos. Aquests ataquen les forces del general Dent i es produeix una massacre de la que només ell sobreviu tot i que és capturat. Un cop presoner, Muhàmmad el vol obligar a escriure una carta a la seva filla en què li demana que vingui o que els seus enemics l'executaran. Tot i que el general s'hi nega Muhàmmad la falsifica i la fa arribar a les filles.
Aquestes decideixen anar-hi. Flower amaga un revòlver a la seva cintura. En arribar al palau del Mahdi, les noies són conduïdes a la cambra on hi ha el seu pare. Mentre estan parlant amb ell, una dona amb vel entra a l'habitació i Flower l'encanona amb la seva pistola i l'obliga a intercanviar-se roba amb ella. Així disfressada aconsegueix despistar la guàrdia i muntant en un cavall s'escapa desert enllà fins on hi ha els anglesos. En el seu camí, es troba amb un regiment de Highlanders escocesos, els explica que el seu pare ha estat capturat, i els guia fins a la fortalesa del Mahd-i. Mentrestant, les seves germanes s'han tancat i rebutgen l'entrada del Mahdí. Els seus servents intenten esbotzar la porta però els escocesos arriben just a temps per alliberar el general i les seves filles. El jove coronel dels Highlanders i Flower s'enamoren cosa que plau al general.

## Repartiment
- Alec B. Francis (general Dent)
- Anne Schaefer (Flower)
- Norma Talmadge
- Helen Case
- Evangeline Blaisdell
- Harry T. Morey
- William Humphrey